# 언어문화연구원
언어문화연구원은 국어 교육의 향상을 위한 각종 연구 활동, 국어 정보화 사업, 국어대중화 사업, 국어 능력의 평가활동 등을 지원함으로써 국어의 발전과 세계화에 이바지함을 목적으로 2001년 2월 23일 설립된 문화체육관광부 소관의 재단법인이다. 사무실은 서울특별시 관악구 신림본동 86-1 다이아몬드 빌딩 604호에 있다.

## 주요 사업
- 국어문화창달을 위한 정기 간행물 발간
- 극어활용 실태에 관한 조사 분석
- 고전(古典)의 발굴 및 대중화를 위한 디지털화 사업
- 국민들의 국어 사용 능력을 측정하고 평가하는 사업 등